# Lithobius ramulosus
Lithobius ramulosus är en mångfotingart som först beskrevs av Masatoshi Takakuwa 1941.  Lithobius ramulosus ingår i släktet Lithobius och familjen stenkrypare.
Artens utbredningsområde är Taiwan. Inga underarter finns listade i Catalogue of Life.